# Radioautomation
Die Radioautomation ist eine Software, welche in ihrer Grundfunktion das Abspielen von Audiodateien im Sendestudio eines Radiosenders realisiert.

## Abspieloberfläche
Die Abspieloberfläche beinhaltet in der Regel:
- Mehrere Abspielfenster (Player), mit Timer up und down die über getrennte Kanäle einer oder mehrerer Soundkarten ausgespielt werden und auf unterschiedlichen Fadern auf dem Mischpult aufliegen.
- Eine Spielliste, welche die Titel in chronologischer Reihenfolge nach unten geordnet enthält. Diese Spielliste enthält Informationen, wie zum Beispiel Introzeit des Titels, eine Möglichkeit zum Vorhören (das PFL / Cue auf einem unbenutzten Kanal oder einem speziell dafür vorgesehenen Pre-Fader-Listening-Kanal), Start-Uhrzeit des nächsten Elements (wichtig für das korrekte Timing der Sendung) und Anweisungen für den Moderator oder Sendetechniker.
- Ein Informationsfeld, das alle wichtigen Hinweise zur laufenden Stunde enthält. Dies können beispielsweise Gesamtzeit der Programmelemente, automatisch gestartete Events, Betriebsmodus des Studios (on air, off air) oder der Zustand der Software (Vollautomation oder Assist-Mode) sein.
- Ein Hinweisfeld, auf dem die Software dem Bediener aktuelle Informationen deutlich mitteilt, beispielsweise die Zeit bis zum Titelende oder einem Autopilotevent (meistens 30 Sekunden vor einer Aktion in einem Countdown). Das Hinweisfeld ist meistens deutlich farblich abgesetzt, oder als Pop-up realisiert.
- Einen Datenbank Browser, mit dem Dateien aus dem Archiv per Drag and Drop in die Spielliste oder Cartwall eingefügt werden können.
- Eine Cartwall, welche fest mit Audiodateien belegt werden kann und diese bei Auslösung abspielt. Sobald ein Regler bedient wird, wird eine mit ihm assoziierte Datei abgespielt. Sender verwenden diese Cartwalls zum Beispiel für das Abspielen von immer wiederkehrenden Elementen (Verkehr, Wetter, oder Nachrichtenverpackung).
- Eine Steuerung des Automationsmodus, mit dem die automatische Überblendung von Elementen im Voraus festgelegt werden kann.

Die Ausstattung sowie die grafische Gestaltung der Programmoberfläche variieren stark. Die Softwarehersteller entwickeln für die Sender individuelle, sehr spezifische Programmversionen. Es gibt auch standardisierte Versionen von verschiedenen Software Herstellern.

## Planungsoberfläche
Die Planungsoberfläche liefert die Datensätze, die die Playoutoberfläche empfängt. In ihr lassen sich 
- Spiellisten im Voraus planen
- Automatisierte Events setzen
- Grundlegende Eigenschaften der Sendung ändern
- Automatische Senderaster erstellen (diese Raster erlauben wiederkehrende Events zu automatisieren. So kann bestimmt werden, dass zu jeder Stunde um 30 Sekunden vor Stundenende ein Nachrichtenjingle startet, dass zu einer bestimmten Uhrzeit sich ein Fader öffnet usw. Die Variationsmöglichkeiten sind groß.)
- Editor für Ausspielmöglichkeiten für programmbegleitende Informationen, Bilder, Grafiken, Texte für DAB+, RDS (Dynamic Label)

Eine der Hauptfunktionen der Planungsoberfläche ist aber die Wartung und Erstellung des Datenarchivs. Informationen (Titel, Interpret, Introzeit, Outrozeit, Fade in / out, Entstehungsdatum, Informationsfeld für Moderationen, verwandte Dateien (z. B. Remixe) und Spielzeit) werden in einer Datenbank erfasst und mit einer Audiodatei assoziiert. Die Variationsmöglichkeiten für die Eingabefelder und somit die Struktur der Datenbank ist stark kundenspezifisch und variiert von Sender zu Sender.
Der Redakteur kann das Archiv erweitern, löschen und sogar in die laufende Sendung eingreifen. Wichtige Funktionen sind meistens durch Passwörter geschützt.

## Editoberfläche
Einige Radioautomationen bieten integrierte Schnitt- und Bearbeitungsprogramme. Die meisten Hersteller stellen aber Schnittstellen zu anderen Bearbeitungsprogrammen zur Verfügung. Andere wiederum haben integrierte „mehrspurige“ Mix Editoren.

## Technisches
Radioautomationen sind keineswegs nur Abspielprogramme. Sie basieren auf einem komplizierten Server/Client Prinzip.
Eine hohe Verfügbarkeit und Ausfallsicherheit (24 Stunden am Tag dauerhaftes Playout) sind ebenso Anforderungen, wie hohe Modularität und Variationsmöglichkeiten, welche genaustens auf die Anforderungen des Kunden passen.
Gelegentlich sind Playout und Benutzeroberfläche in verschiedenen Rechnern, dies erhöht die Ausfallsicherheit. Optionale Watch-Dog Systeme können Systeme automatisch rücksetzen um die Verfügbarkeit zusätzlich zu erhöhen. Die verwendeten Codecs sind unterschiedlich. Neben MPEG Audio Layer 2 und 3 sind auch das WAV- und MUSICAM-Format im Einsatz, wobei es sich bei letzterem allerdings um standardmäßiges MPEG Audio Layer 2 mit der Dateiendung ".MUS" handelt.
Häufige Features:
- Fadersteuerung eines Digitalmischpultes mit Motorfadern (die Automation öffnet und schließt die Regler selbst. Somit können nicht nur Audiodateien, sondern auch externe Quellen wie Fremdprogramm, Reporterleitungen oder Mikrofone gesteuert werden).
- Datenimport von Planungsprogrammen. Viele Sender greifen für ihre Programmplanung auf computergestützte Tools zurück, die ihre Daten (Spiellisten, Automationsevents usw.) per Netzwerk zur Radioautomation übertragen.
- Datenexport, (GEMA-Protokoll, Erfassung von Musik- und Wortanteil, Export der Titel und Interpreten auf die Homepage bzw. ins RDS)
- Vollautomation (wird häufig nachts angewandt)
- Regiocasting-Applikationen
- Spezielle Bedientastaturen
- Auswertung und Senden von Steuersignalen aus der Studioumgebung
- Editoren und Planungstools
- Mix Editoren für Überblendung mit Drop in und Voice Tracks (voraufgezeichnete Moderationen)